# هایک قازاریان (بازیکن فوتبال)
هایک تیگرانی قازاریان ( روسی: Айк Тигранович Казарян؛ زادهٔ ۱۸ ژوئیهٔ ۱۹۹۳) بازیکن فوتبال در پست مهاجم ارمنی‌تبار اهل روسیه است.

## باشگاهی
از باشگاه‌هایی که در آن بازی کرده‌است می‌توان به باشگاه فوتبال آرماویر و باشگاه فوتبال زسکا مسکو اشاره کرد.

## زندگی‌نامه
وی در ۱۸ ژوئن ۱۹۹۳ در به دنیا آمد .